# 296577 Arkhangelsk
296577 Arkhangelsk è un asteroide della fascia principale. Scoperto nel 2009, presenta un'orbita caratterizzata da un semiasse maggiore pari a 3,1103180 UA e da un'eccentricità di 0,1884577, inclinata di 16,50683° rispetto all'eclittica.